# 24 رجب
- السبت
- الأحد
- الاثنين
- الثلاثاء
- الأربعاء
- الخميس
- الجمعة

- 2728 ديسمبر 2024
- 2829 ديسمبر 2024
- 2930 ديسمبر 2024
- 3031 ديسمبر 2024
- 11 يناير 2025
- 22 يناير 2025
- 33 يناير 2025
- 44 يناير 2025
- 55 يناير 2025
- 66 يناير 2025
- 77 يناير 2025
- 88 يناير 2025
- 99 يناير 2025
- 1010 يناير 2025
- 1111 يناير 2025
- 1212 يناير 2025
- 1313 يناير 2025
- 1414 يناير 2025
- 1515 يناير 2025
- 1616 يناير 2025
- 1717 يناير 2025
- 1818 يناير 2025
- 1919 يناير 2025
- 2020 يناير 2025
- 2121 يناير 2025
- 2222 يناير 2025
- 2323 يناير 2025
- 2424 يناير 2025
- 2525 يناير 2025
- 2626 يناير 2025
- 2727 يناير 2025
- 2828 يناير 2025
- 2929 يناير 2025
- 3030 يناير 2025
- 131 يناير 2025

24 رجب أو 24 رجب الفرد أو 24 رجب المُرجَّب أو يوم 24 \ 7 (اليوم الرابع والعشرون من الشهر السابع) هو اليوم الأوَّل بعد المائتين (201) من أيَّام السنة (أو الثاني بعد المائتين لو كان شهر جمادى الآخرة مُتممًا لليوم الثلاثين أو الثالث بعد المائتين لو أتم كلاً من صفر وربيع الآخر وجمادى الآخرة ثلاثين يوماً) وفق التقويم الهجري القمري (العربي). يبقى بعده 153 أو 154 يومًا لانتهاء السنة.

## أحداث
- 844 هـ - إمارة غرناطة، آخر دول الإسلام في الأندلس، تبعث سفارة استغاثة ونجدة بعثتها إلى السلطان المملوكي جقمق طلبًا للعون والمساعدة، وكان المسلمون في غرناطة يعانون من ضراوة الهجوم الذي يشنه النصارى القشتاليين على دولتهم، لكن هذه الاستغاثة لم تجد استجابة كافية من السلطان المملوكي.
- 1110 هـ - توقيع معاهدة كارلوفجة بين الدولة العثمانية ومملكة هابسبورغ النمساوية والإمبراطورية الروسية وجمهورية البندقية، بمقتضاها تنازلت الدولة العثمانية عن بلاد المجر وإقليم تراتسلفانيا لدولة النمسا، ومدينة أزاق لروسيا.
- 1222 هـ - جلاء الإنجليز من الاسكندرية بعد محاولتهم احتلالها من اجل تامين قاعدة عملية بريطانية ضد الدولة العثمانية.
- 1272 هـ - عقد معاهدة صلح أنهت حرب القرم بين روسيا من جهة وإنجلترا وفرنسا والدولة العثمانية من جهة أخرى.
- 1299 هـ - الإسكندرية تشهد موجه عنف بتدبير إنجليزي وقدمت المبرر التي كانت تنتظره القوات البريطانية المرابطة في البحر المتوسط من أجل احتلال مصر والقضاء على الحركة الوطنية التي يتزعمها أحمد عرابي.
- 1344 هـ - السلطات الاستعمارية الفرنسية تصادر كتاب تقويم المنصور للمناضل أحمد توفيق المدني من جميع بلاد المغرب العربي.
- 1331 هـ - نشوب حرب البلقان الثانية، وكان سببها هو رغبة بلغاريا في انتزاع إقليم مقدونيا الشمالية من صربيا، وقد انتهت هذه الحرب بعد 42 يومًا من اشتعالها بتوقيع معاهدة بوخارست.
- 1345 هـ - الإعلان عن قيام مملكة الحجاز ونجد وملحقاتها في شبه الجزيرة العربية.
- 1377 هـ - العراق والأردن يتحدان في اتحاد قومي أطلق عليه "دولة الاتحاد العربي"، لكن الرئيس العراقي عبد الكريم قاسم أصدر قرارًا بالانسحاب من هذا الاتحاد بعد نجاح الثورة العراقية ضد النظام الملكي الهاشمي.
- 1381 هـ - تأسيس الصندوق الكويتي للتنمية الاقتصادية العربية كمؤسسة كويتية لتوفير وإدارة المساعدة المالية والتقنية للدول النامية.
- 1383 هـ - الثائر العدني خليفة عبد الله حسن خليفة ينفذ عملية فدائية بتفجير قنبلة في مطار عدن، في إطار الكفاح ضد الاحتلال البريطاني، أسفرت عن إصابة المندوب السامي البريطاني «تريفاسكس» بجروح ومصرع نائبه القائد جورج هندرسن، كما أصيب أيضًا بإصابات مختلفة 35 من المسؤولين البريطانيين وبعض وزراء حكومة اتحاد الجنوب العربي.
- 1390 هـ - إعلان الحكومة المصرية عن فتح باب التطوع للأطباء المصريين لإيفادهم في بعثات طبية؛ لإنقاذ الجرحى الذين سقطوا خلال الصراع الأردني الفلسطيني في أحداث أيلول الأسود.
- 1404 هـ - المغرب يقطع علاقاته الدبلوماسية مع كوستاريكا والسلفادور وذلك لقيامهما بنقل سفارتيهما من تل أبيب إلى القدس المحتلة.
- 1412 هـ - الهند تعلن إقامة علاقات دبلوماسية كاملة مع إسرائيل، وتبدأ في تبادل السفراء مع تل أبيب.
- 1415 هـ - أربعة خاطفين مسلحين من الجماعة الإسلامية يسيطرون على طائرة للخطوط الجوية الفرنسية رحلة رقم 8969، وعندما هبطت الطائرة في مرسيليا قامت القوات الفرنسية بقتل الجناة.
- 1430 هـ - تفجير عبوة ناسفة في جاكرتا عاصمة إندونيسيا، مما أسفر عن مقتل تسعة أشخاص على الأقل وإصابة أكثر من 50 آخرين.
- 1443 هـ - مقتل 12 شخصًا وإصابة 388 جراء زلزال ضرب جزيرة سومطرة في إندونيسيا.

## مواليد
- 1321 هـ - يوسف يعقوب مسكوني، مدرس وباحث تاريخ وكاتب عراقي.
- 1329 هـ - سهير القلماوي، أديبة مصرية.
- 1344 هـ - أبو الفضل نبوي، فقيه وكاتب إيراني.
- 1360 هـ - أحمد الميرغني، رئيس السودان.
- 1380 هـ - ليلى السلمان، ممثلة سعودية.
- 1385 هـ - عبد المحسن النمر، ممثل سعودي.
- 1408 هـ - مسك، ممثلة ومغنية كويتية.
- 1411 هـ - وهبي خزري، لاعب كرة قدم تونسي.

## وفيات
- 1318 هـ - محمد بن عثمان السنوسي، أديب وفقيه ومؤرخ تونسي.
- 1345 هـ - عبد الحسين الحياوي، فقيه جعفري وشاعر عراقي.
- 1363 هـ - أسمهان، مطربة سورية.
- 1408 هـ - نجوى سالم، ممثلة مصرية.
- 1429 هـ -
  - يوسف شاهين، مخرج سينمائي مصري.
  - محمود جبر، ممثل سوري.
- 1431 هـ - نصر حامد أبو زيد، مفكر مصري.

## وصلات خارجية
- موقع قصة الإسلام: حدث في شهر رجب.